# Koen Daerden
Koen Daerden (ur. 8 marca 1982 w Tongeren) – piłkarz belgijski grający na pozycji lewego pomocnika.

## Kariera klubowa
Daerden jest synem Josa Daerdena, byłego piłkarza. Koen wychował się w klubie KSK Tongeren, wywodzącego się z jego rodzinnej miejscowości. W 2000 roku trafił on do pierwszoligowego Racingu Genk. Oprócz debiutu zaliczył jeszcze jedno spotkanie w belgijskiej ekstraklasie, a także nieznacznie przyczynił się do zdobycia Pucharu Belgii (4:1 w finale ze Standardem Liège). W sezonie 2000/2001 był już podstawowym zawodnikiem zespołu, a w 2001/2002 wywalczył swój pierwszy w karierze tytuł mistrzowski. W kolejnych sezonach nie osiągał większych sukcesów, dopiero w 2005 roku, gdy zajął z Racingiem 3. pozycję w Jupiler League. Przez 7 sezonów rozegrał dla Genk 162 mecze ligowe i zdobył 26 goli.
W lipcu 2006 Daerden przeszedł do Club Brugge za 4 miliony euro. Z Brugge zajął dopiero 6. pozycję w lidze, a w drużynie rywalizował o miejsce w składzie z Jonathanem Blondelem. W Brugge spędził 3,5 roku i rozegrał 47 spotkań, w których strzelił 6 goli.
Na początku 2010 roku Daerden został zawodnikiem Standardu Liège. W 2011 roku został wypożyczony do Sint-Truidense VV. Karierę kończył w 2013 w MVV Maastricht.
| Sezon   | Klub              | Kraj     | Rozgrywki      | Mecze | Bramki |
| ------- | ----------------- | -------- | -------------- | ----- | ------ |
| 2000/01 | Racing Genk       | Belgia   | Eerste Klasse  | 2     | 0      |
| 2000/01 | Racing Genk       | Belgia   | Eerste Klasse  | 24    | 3      |
| 2001/02 | Racing Genk       | Belgia   | Eerste Klasse  | 33    | 4      |
| 2002/03 | Racing Genk       | Belgia   | Eerste Klasse  | 33    | 7      |
| 2003/04 | Racing Genk       | Belgia   | Eerste Klasse  | 24    | 2      |
| 2004/05 | Racing Genk       | Belgia   | Eerste Klasse  | 32    | 6      |
| 2005/06 | Racing Genk       | Belgia   | Eerste Klasse  | 14    | 2      |
| 2006/07 | Club Brugge       | Belgia   | Eerste Klasse  | 21    | 4      |
| 2007/08 | Club Brugge       | Belgia   | Eerste Klasse  | 0     | 0      |
| 2008/09 | Club Brugge       | Belgia   | Eerste Klasse  | 15    | 2      |
| 2009/10 | Club Brugge       | Belgia   | Eerste Klasse  | 11    | 0      |
| 2009/10 | Standard Liège    | Belgia   | Eerste Klasse  | 10    | 1      |
| 2010/11 | Standard Liège    | Belgia   | Eerste Klasse  | 16    | 0      |
| 2011/12 | Sint-Truidense VV | Belgia   | Eerste Klasse  | 22    | 1      |
| 2012/13 | MVV Maastricht    | Holandia | Eerste divisie | 11    | 1      |

## Kariera reprezentacyjna
W reprezentacji Belgii Daerden zadebiutował 21 sierpnia 2002 w zremisowanym 1:1 towarzyskim meczu z Polską. W latach 2002–2007 rozegrał 10 meczów w kadrze Belgii i strzelił w niej 3 gole.